# Sărbătoarea Azimilor

## Ḥag Mațot
[[Imagine:Shmura Matzo.jpg|thumb|250px|Maţá, pită fără ferment utilizată la comemorarea nopții Pastelui evreiesc la cina pascală numită Sederul de Pesaḥ și in toate zilele de Pesah 
Ḥag haMațot este întreg festivalul de șapte zile care este adesea menționat concurent cu Pesaḥ, deși din punct de vedere tehnic Pesaḥ este menționat strict cu referire la Sederul de Paști din noaptea de ajun [erev].  
Cele șapte zile în care nu se mănâncă pâine dospită nici produse cu făină de cereale fermentată sunt tehnic cunoscute ca Ḥag haMațot 
(unde: Chag = festival, Mațot = Paști, plural de la Pască).

## Originea sărbătorii
Termenul mațot apare în Torah.
Domnul a zis lui Moise și lui Aaron în țara Egiptului: "Șapte zile, paști [mațot] veți mânca; doar  în ziua dintâi veți scoate aluatul din casele voastre: căci oricine va mânca dospit [ḥameț], va fi tăiat din Israel, din ziua întâi până în ziua a șaptea."."

## Compararea festivalului cu calendarul gregorian
Ḥag HeMațot cade conform datei observării lunii noi, în ajunul zilei XV-a a lunii Nisan și durează o săptămână, până în ziua a XXI-a a lunii. Conform calendarului gregorian este în Martie sau în Aprilie.
În zilele noastre festivalul Mațot (Paști sau Azime) cade la:
- 2017    Luni,     10 Aprilie la asfințit (ajun 15 Nisan, 5777) - 17 Aprilie
- 2018    Vineri,   30 Martie  la asfințit (ajun 15 Nisan, 5778) - 6 Aprilie
- 2019    Vineri,   19 Aprilie la asfințit (ajun 15 Nisan, 5779) - 26 Aprilie
- 2020    Miercuri, 8 Aprilie la asfințit (ajun 15 Nisan, 5780) - 15 Aprilie
- 2021    Duminică, 27 Martie  la asfințit (ajun 15 Nisan, 5781) - 3 Aprilie
- 2022    Vineri,   15 Aprilie la asfințit (ajun 15 Nisan, 5782) - 22 Aprilie
- 2023    Miercuri, 5 Aprilie la asfințit (ajun 15 Nisan, 5783) - 12 Aprilie
- 2024    Luni,     22 Aprilie la asfințit (ajun 15 Nisan, 5784) - 29 Aprilie
- 2025    Duminică, 12 Aprilie la asfințit (ajun 15 Nisan, 5785) - 19 Aprilie
- 2026    Miercuri, 1 Aprilie la asfințit (ajun 15 Nisan, 5786) - 8 Aprilie

Întrucât conform calendarului biblic ziua începe încă în ajun la asfințitul soarelui (în această lună cam la ora 17:30-18:30 în Europa de Est), data de începere indică ajunul primei zile a sărbătorii în care nu se lucrează. Dacă prima zi cade pe 1 Octombrie, ziua pregătirii este 30 Septembrie când se oprește munca pentru prima zi a sărbătorii la fel ca pentru ziua a opta a sărbătorii când se oprește munca (servilă) din ziua a șaptea seara ținând seama și de ziua de sabat săptămânal.
Observăm în anii 2018 și 2019 - care cad la jumătatea perioadei dintre doi ani șemitah și prima și ultima zi a praznicului cade sâmbăta de sabat lunar adică ajunul dimineții de lună plină - datorată cadenței corecte a anului bisect și totodată la jumătatea anului șemitah în 2022 și în anul 2029 căci praznicul se prelungește o zi din cauza poruncii să nu aducem ferment în case care expiră abia vineri după asfințit când porunca sabatului interzice să facem cumpărături și unul din Israel nu poate procura ferment sau drojdie să facă colacul tradițional de sabat numit chalah și să spună o binecuvântare de dezlegare peste pâine ci spune tot peste o pască rotundă care înlocuiește două sâmbete în loc de una acest colac.

## Citirea Bibliei
| Citirea Bibliei de Mețot (Actualizat pt 2018 și 2019) |                                                               | |                                                                                                 |
| Ziua: | Tora:                                                         | Haftara: | Brit Hadașa:                                                                                    |
| Erev Mețot (Ajun): Există obiceiul să se caute fărămiturile de pâine. Noaptea Pasării începe cu luminarea candelelor chiar înainte de asfințit, urmată de binecuvântările spuse la început de sezon care se recită peste fiecare aliment simbolic din seder (rânduiala din farfurie și la masă) și după gustarea primelor alimente se citește Hagada (nararea istoriei ieșirii din Egipt). Apoi se citesc Psalmii de Laudă numiți Hallel și se mănâncă sin miel combinat cu celelate alimente. După masă se fac observații și se pun întrebări. | 1 Cor. 11:23-31; Mat. 26:17-32; Isa. 53; Gal. 1:4;1 Pet. 2:34 | |                                                                                                 |
| Mețot 1: | Exod. 12:21-12:51; Num. 28:16-28:25                           | Iosua (Iehoșua) 5:2-6:1; | Ioan 1:29-31; 1 Cor. 5:7-8; 15:3-4; 15:20-23;                                                   |
| Mețot 2: (sabat :: sâmbăta) | Lev. 22:26-23:44; Num. 28:16-28:25                            | 2 Regi 23:1-9; 21-25; | Ioan 20:1-29; Luca 24:1-50; Mat. 28; 1 Cor. 15:20-23; Rom. 4:25; Fapte. 26:22-23 Apoc. 15:1-4;  |
| Mețot 3 | Num. 28:19-25 Exod 13:1-13:16;                                | Primul Omer Secerat [Omer Rișon Qațir] cadență odată la mozaici, mesianici și catolici 2018 && 2019 && 2022 && 2029 (Ridicare din Casă Morții) | Ioan 20:1-29; Luca 24:1-50; Mat. 28; 1 Cor. 15:20-23; Romani 4:25; Faptele Apostolilor 26:22-23 |
| Mețot 4: | Exod. 22:24-23:19; Num. 28:19-25                              | |                                                                                                 |
| Mețot 5: | Exod. 34:1-34:26; Num. 28:19-28:25                            | Ezec. 37:1-37:14; Cântarea Cântărilor (cartea).                                                                                                |                                                                                                 |
| Mețot 6: | Num. 9:1-14; Num. 28:19-25                                    | |                                                                                                 |
| Mețot 7 (Mețot#Iom Tov): | Exod. 13:17-15:26; Num. 28:19-25                              | 2 Samuel 22:1-51 | Apocalipsa 15:1-4;                                                                              |
| Mețot 8 (Mețot#Sâmbăta): | Deut. 14:22-16:17; Num. 28:19-28:25                           | Isaia 10:32-12:6 |                                                                                                 |